# Prusko-rakouská válka
Prusko-rakouská válka (také známá jako německá válka, německy Deutscher Krieg) byla válka vedená v roce 1866 mezi Pruským královstvím, Italským královstvím a jejich spojenci na straně jedné a Rakouským císařstvím a jeho spojenci na straně druhé o převahu v Německém spolku. Vítězství Pruska nad Rakouským císařstvím vedlo ke vzniku Rakousko-Uherska a pruské hegemonii v Severoněmeckém spolku, což byl krok vedoucí ke sjednocení Německa a jeho maloněmeckému řešení s vyloučením Rakouska. Důsledkem války získala Itálie Benátky odstoupené Rakouskem.

## Příčiny
V polovině 60. let 19. století zesílily rozpory Rakouska s jeho severním sousedem a dlouholetým rivalem, Pruskem. Prusko, které se po napoleonských válkách zařadilo mezi pět rozhodujících evropských mocností, stále více usilovalo o svou hegemonii v celém Německu. Dříve nebo později se jeho mocenské zájmy proto musely opět dostat do protikladu se zájmy rakouskými. Rakousko tehdy zastávalo ideu uspořádání poměrů v německy mluvících zemích bývalé Svaté říše římské spíše jako volné federace jednotlivých států – tedy Německého spolku.[zdroj?]
Naproti tomu zájmem Pruska bylo co nejrychlejší sjednocení celého Německa pod jeho vlastní nadvládou. Ne všechny tehdejší německé státy byly pruské politice sjednocování „krví a železem“, kterou zosobňoval především kancléř Otto von Bismarck, nakloněny. Na stranu Rakouska se přiklonila některá království (Bavorsko, Hannoversko či Sasko) a také řada menších vévodství a knížectví, která se (často oprávněně) obávala pruské anexe. Prusko naopak mohlo počítat s podporou středně velkých německých zemí jako Meklenbursko či Oldenbursko a také většiny svobodných měst (Hamburk, Brémy, Lübeck). Paradoxně byl častým motivem „spojenectví“ těchto státečků se silným Pruskem vlastně jen strach z okupace. Znepřátelené „bloky“ však již byly vytvořeny a rozhodující zápas o vliv v Německu byl tedy jen otázkou času.[zdroj?]
Přímou záminkou k válečnému měření sil se stala situace v tzv. zálabských vévodstvích (ležících severně od řeky Labe u dánských hranic), především ve Šlesvicku a Holštýnsku. Obě země v roce 1863 anektovalo Dánsko, čímž vyprovokovalo ráznou protiakci Německého spolku a především obou jeho nejsilnějších států, Rakouska a Pruska. Během války, která vypukla v roce 1864, porazily společně armády obou států Dány na souši a námořní eskadra pod vedením Rakušana Wilhelma von Tegetthoff svedla u Helgolandu úspěšný boj s dánským loďstvem.[zdroj?]
Dánský král se tak po porážce musel zříct nároků na zálabská vévodství, která přešla pod správu obou vítězných mocností. Pro Rakousko, kterému připadla správa Holštýnska, se tato jakási vzdálená severní kolonie, obklopená pruskými državami, stala skutečnou noční můrou. Nejen, že zde muselo udržovat vojenský kontingent pod velením podmaršálka Ludwiga Gablenze, vykonávajícího zde de facto vojenskou správu, ale stále víc bylo všem zainteresovaným stranám jasné, že Prusové si připravují půdu pro anexi obou vévodství.[zdroj?]
Několik rakouských praporů by v takovém případě nemohlo území Holštýnska proti pruské armádě ubránit. Rakouský císař František Josef I., vědom si této nevýhodné situace, se sice pokusil přimět Prusko k výměně problematického Holštýnska za část pruského Slezska nebo za Kladsko, ale kancléř Bismarck o těchto návrzích nechtěl ani slyšet. Naopak, počátkem roku 1866 Bismarck přímo obvinil Rakousko v oficiální nótě z toho, že Holštýnsko se pod jeho liknavou správou proměnilo v ohnisko protipruských nálad. Rakousko tuto nótu pochopitelně odmítlo a vztahy mezi oběma zeměmi poté ještě více ochladly. Bismarck přitom svůj nátlak stupňoval, neboť dobře věděl, že situace v Evropě je k měření sil s Rakouskem velmi vhodná a nemusí se v budoucnu opakovat. Rakousko nemohlo jako se skutečným spojencem počítat s žádnou ze zbývajících tří mocností tehdejší Evropy. Sblížení s Ruskem bránily jejich vzájemně protichůdné zájmy na Balkáně. Francie Napoleona III. nebrala pruské ambice vážně a jako nepravděpodobný se jevil i zásah ze strany Velké Británie. Nadto mělo Prusko v krátké době získat dalšího spojence, nedávno sjednocenou Itálii.[zdroj?]
Prusko a Itálie uzavřely 8. dubna 1866 spojeneckou smlouvu zaměřenou jasně proti Rakousku. Italské království totiž považovalo za sféru svého, téměř bytostného zájmu Benátsko, doposud držené Rakouským císařstvím. Spojenectví s Pruskem v nadcházející válce a stále sílící armáda nového státu měly Italům zaručit tento územní zisk. Florencie se však válce s Vídní mohla velice snadno vyhnout, neboť rakouský císař byl ochoten předat Benátsko arbitrovi tehdejší evropské politiky Napoleonu III., jenž je zase obratem zamýšlel svěřit do rukou italského krále Viktora Emanuela II. Podobný „obchod“ se však italské straně velmi zajídal, stejně jako bylo pro Rakousko politicky neúnosné vydat Benátsko Viktoru Emanuelovi přímo a bez boje. Zbraně na jižním bojišti tedy měly promluvit vlastně jen proto, aby přes nevyhnutelný vývoj mezinárodní situace bylo zachováno určité „dekorum“a Benátsko nepadlo do italských rukou bez výstřelu.[zdroj?]
Po uzavření prusko–italského spojenectví bylo jasné, že válku půjde odvrátit jen stěží. Rakouský požadavek na zastavení válečných příprav z 18. dubna byl v Berlíně i Florencii odmítnut a neuspěl ani návrh císaře Napoleona III. svolat k řešení „německé otázky“ mezinárodní kongres (zejména proto, že jeho cílem byla pouze snaha vrátit poměry v Německu o šedesát let zpět do období Rýnského spolku, což nebylo přijatelné ani pro Prusy ani pro Rakušany).[zdroj?]
Události pak nabraly opravdu rychlý spád. Prusové okupovali 7. června 1866 Holštýnsko, které rakouské jednotky včas bez boje vyklidily a stáhly se do Čech. Pruský vyslanec Savigny krátce na to oznámil na Spolkovém sněmu ve Frankfurtu, že zasedání opouští, protože Prusko již pokládá Německý spolek za zrušený. Od 12. června byly přerušeny diplomatické styky mezi Rakouskem a Pruskem a od 18. června i vzájemné poštovní, telegrafní a železniční spojení.[zdroj?]
Již o den dříve byl saský královský dvůr, který stál na straně svého rakouského spojence, donucen opustit Drážďany. Vzápětí došlo k pruské okupaci Saska, opět takřka bez výstřelu. Saský armádní sbor se pod vedením korunního prince Alberta stáhl také do Čech, aby v nadcházejícím konfliktu bojoval po boku rakouských vojsk.[zdroj?]
Italové předali své poselství o vypovězení války veliteli rakouské Jižní armády arcivévodovi Albrechtu Bedřichovi 20. června poblíž Mantovy. Den na to se objevili s podobnou depeší pruští parlamentáři u rakouských pohraničních hlídek např. u Osvětimi, Opavy a Zlatých Hor.[zdroj?]

## Válečné operace

Válčící strany
Prusko
Pruští spojenci
Rakousko
Rakouští spojenci
Neutrální státy německého spolku, Lichtenštejnsko
Diskutabilní oblast (Šlesvicko-Holštýnsko).

Nebudeme-li brát v potaz pro výsledek války celkem bezvýznamné střety pruských vojsk s oddíly jiných německých států (např. bitvu mezi Prusy a Hannoveřany u Langensalzy), staly se hlavním bojištěm války České země. S výjimkou jediného symbolického vpádu rakouských husarů na pruské území u dnešních Głuchołaz se také veškeré válečné operace odehrály výlučně na rakouské straně hranic v Čechách, na Moravě, ve Slezsku a v samém závěru války i v rakouských zemích a na Slovensku. Válka v Itálii byla sice z taktického hlediska zcela samostatným konfliktem, vývoj střetu v Čechách však přímo ovlivňoval i její výsledek.[zdroj?]
Rakousko, které bylo nuceno vést válku na dvou frontách, vytvořilo dvě armády. Proti Prusku postavilo tzv. Severní armádu pod velením polního zbrojmistra Ludwiga von Benedeka (1804–1881), v Itálii pak Jižní armádu arcivévody polního maršála Albrechta (1817–1895). O tom, zda bylo v dané situaci vhodné svěřit funkci velitele Severní armády Benedekovi, byla napsána řada pojednání, uveďme zde pouze to, že Benedek byl osobně velmi čestný a statečný voják, vynikající sborový velitel, který se vyznamenal např. v roce 1859 v bitvě u Solferina. Neměl však zkušenost (ani dostatečnou odbornost) potřebnou pro velení kolosu jakým byla armáda o síle více než 250 000 mužů. Nadto do jeho pravomocí neustále zasahoval císař a dvorská generalita. Císař František Josef nechtěl riskovat, že by hrozící porážka v Čechách byla spojována s osobou z panovnického rodu (Albrecht byl vnukem císaře Leopolda II.), a tak se „černý Petr“ odpovědnosti za průběh války s Pruskem dostal do rukou Benedekových, a to přesto, že to byl muž, který se pro svou dokonalou znalost italského válčiště přímo nabízel jako ideální velitel podstatně menší (a tím i snáze ovladatelné) Jižní armády. Arcivévoda měl tedy svou roli v boji s nepříliš zkušenými Italy jistě podstatně ulehčenou. To však nikterak nesnižuje jeho následné vojenské úspěchy v bitvě u Custozy.[zdroj?]
Severní armáda se shromáždila v polovině června 1866 v prostoru Olomouce. Od olomoucké pevnosti potom armáda vyrazila do východních Čech ve třech pochodových proudech. Tyto proudy však neznamenaly, že armáda bude operovat ve třech taktických celcích. Naopak Prusové vtrhli do Čech se třemi víceméně samostatnými armádami, jejichž cílem bylo přesně v duchu zásad náčelníka pruského generálního štábu Helmuta von Moltke „odděleně pochodovat, společně udeřit“. Od západu na východ to byly tzv. Labská armáda generála Herwartha von Bittenfeld, která vstoupila na naše území z okupovaného Saska směrem k České Lípě, dále 1. armáda prince Fridricha Karla postupující do Čech od Žitavy a nakonec největší uskupení, 2. armáda korunního prince Fridricha Viléma, jejímž úkolem bylo vpadnout do východních Čech. (Prusové měli nad rakousko–saským vojskem nepatrnou početní převahu, která však nesehrála ve válce podstatnou roli.)[zdroj?]

### Armády, výzbroj a taktika

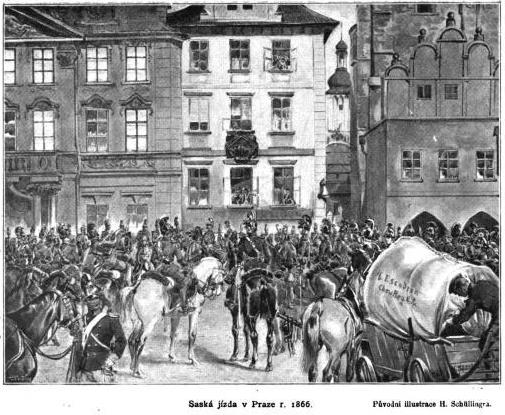
Spojenecká saská jízda v Praze v prvních dnech války

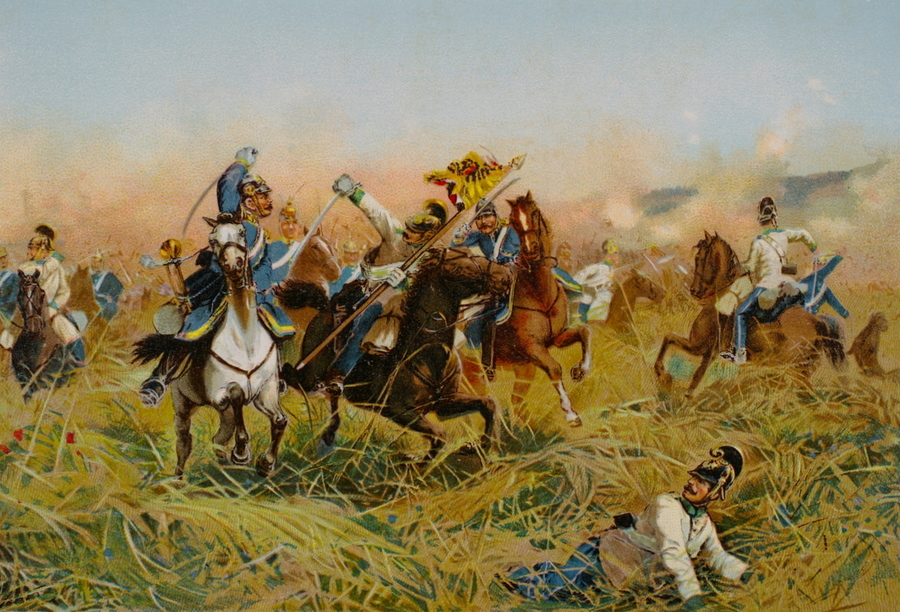
Bitva u Náchoda 27. června 1866

Pokud jde o výzbroj obou hlavních soupeřů, není úplně pravda, že o vítězství Pruska ve válce rozhodla pouze moderní výzbroj pěchoty, především nová puška jehlovka. Perkusní předovky rakouské pěchoty systému Lorenz měly například větší dostřel, přesnost i spolehlivost. Pokud Rakušané místo bodákového útoku použili střeleckou taktiku, měly „lorencky“ nad jehlovkami, kterým se také často lámaly právě jehly v závěrovém mechanismu, navrch. Z dalších druhů vojsk jak rakouské jezdectvo (považované už tradičně za jedno z nejlepších v Evropě), tak zejména dělostřelectvo, vybavené na svou dobu moderními čtyř a osmiliberními předovkami s rýhovanou hlavní, překonávaly své pruské protějšky takřka ve všech směrech. Hlavním rakouským nedostatkem byla naopak neschopnost konzervativních velitelů přizpůsobit novým zbraním dosud používanou zastaralou bitevní taktiku. Klasický bodákový útok sevřených praporních mas rakouské pěchoty s důstojníky na koních za oddílem se v nemilosrdné a rychlé palbě pruských fyzilírů využívajících všechny výhody terénu (včetně palby vleže) nutně musel za velkých ztrát zhroutit.[zdroj?]
Značně rovněž vázla komunikace Benedekova štábu s podřízenými jednotkami. Benedek, na rozdíl od Moltkeho, měl ve své přímé podřízenosti veškeré armádní sbory, jezdecké divize i dělostřeleckou zálohu. Navíc s oblibou velel vojsku tzv. „ze hřbetu koně“. Takto však nemohl mít jasný přehled o činnosti celé armády. Nemohl se ani tolik spoléhat na samostatné jednání svých podřízených vyšších velitelů, kteří by v zájmu naplnění strategického plánu postupovali pružně a přitom samostatně. Důkazem toho může být např. kontrast mezi jednáním pruského korunního prince, který se v bitvě u Hradce Králové dle Moltkeho rozkazu snažil přivést za každou cenu 2. pruskou armádu na bojiště a postojem velitelů II. a IV. rakouského armádního sboru, kteří se bez ohledu na Benedekovu bitevní dispozici dali vtáhnout do zbytečného boje o les Svíb.[zdroj?]
Benedekovou první větší strategickou chybou bylo, že věnoval více pozornosti operacím proti Labské a 1. armádě Fridricha Karla, čímž dopřál 2. armádě korunního prince možnost rozvinout se a ohrožovat jeho bok. V posledních dnech června (v rozmezí 27. - 29. června) došlo k prvním bitvám války: u Náchoda, u Trutnova, u České Skalice, u Mnichova Hradiště, u Svinišťan, u Dvora Králové a u Jičína. S výjimkou bitvy u Trutnova, v níž 27. června 1866 slavil dočasný úspěch X. armádní sbor podmaršálka Gablenze, Rakušané všechny tyto střety prohráli. Zároveň začaly výrazně narůstat rakouské ztráty. Bilance jednotlivých střetů ukazuje, že poměr rakouských a pruských ztrát dosahoval většinou hrozivého čísla 5:1! Za této situace stáhl Benedek dlouhými přesuny a neustálým bojem unavenou Severní armádu směrem k Labi a zároveň naléhavě žádal císaře Františka Josefa telegramem z 1. července o uzavření míru. Císařova odpověď však byla odmítavá. Rakušané i saský armádní sbor se v té době nacházeli již v blízkosti Hradce Králové. Armáda zde měla původně pouze načerpat nové síly k dalším operacím, avšak zprávy o pohybu Prusů z 1. a 2. července 1866 ukázaly, že do tohoto prostoru směřují i hlavní pruské síly a že bude třeba zde přijmout boj. Totéž si o pár hodin později uvědomil i Moltke na pruské straně. Bitvy se, podle jím zastávaných zásad moderního vedení boje, měly zúčastnit všechny tři pruské armády a v tomto duchu byly také vydány příslušné rozkazy. Armáda korunního prince však musela spěchat, protože ji od bojiště dělila ještě značná vzdálenost. Do boje zasáhla o něco později než armády Bittenfeldova a prince Fridricha Karla.[zdroj?]

### Bitva uHradce Králové

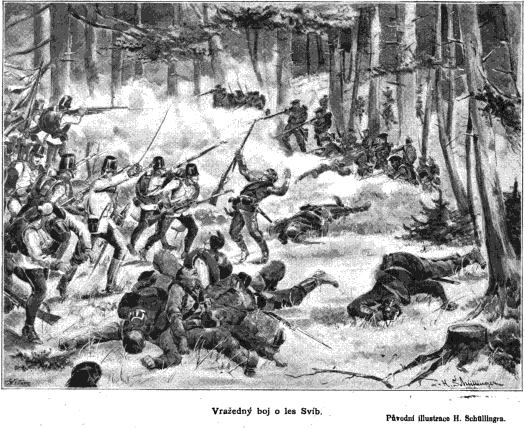
Několik hodin trvající boj o les Svíb u Hradce Králové

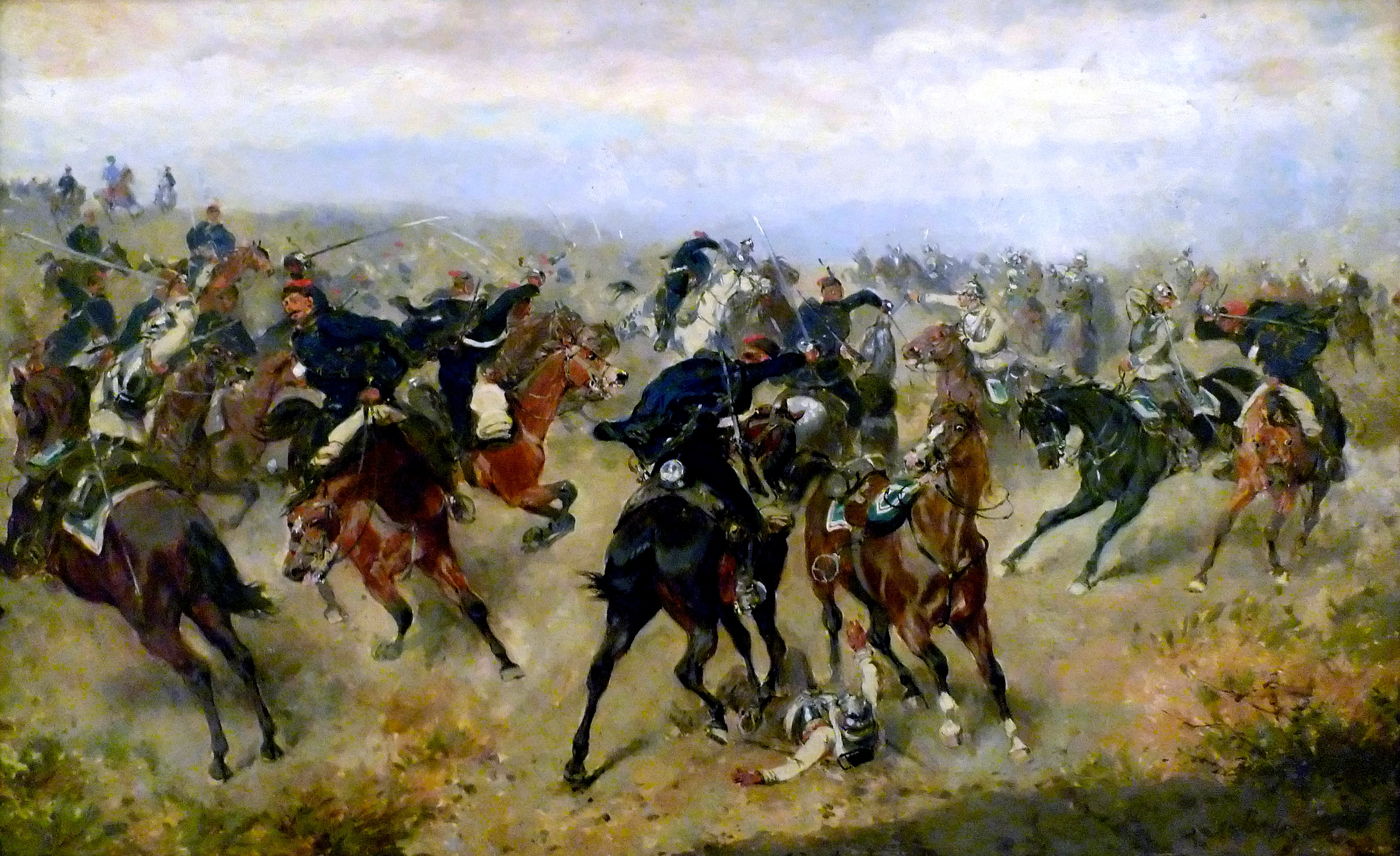
Jezdecká srážka u Střezetic mezi uherskými husary a pruskými kyrysníky

3. července 1866 v 7 hodin ráno tedy nedaleko Hradce Králové propukla krvavá bitva, v níž se střetlo více než 400 000 mužů. Zpočátku se zdálo, že rakouská postavení ve zvlněném terénu za říčkou Bystřicí s mohutnou podporou vynikajícího dělostřelectva, pro které vybudovali ženisté plukovníka Pidolla již předem řadu dělostřeleckých okopů, pruský nápor zadrží. Na levém křídle pak s Labskou armádou bojoval saský armádní sbor a rakouský VIII. sbor. Ztráty Rakušanů (např. v prudkých bojích o les Svíb, který zuřivě bránila 7. pruská pěší divize) brzy začaly opět dosahovat děsivých rozměrů. Zvrat situace však definitivně nastal s příchodem 2. pruské armády korunního prince na bojiště po poledni.[zdroj?]
Pruské jednotky postupující od Hořiněvsi (2. armáda) po tvrdém boji ovládly kolem 14. hodiny střed rakouského postavení na Chlumu, odrazily zoufalé pokusy I. armádního sboru o znovudobytí této pozice a v zásadě tak rozhodly o svém vítězství v bitvě. Ne však o zničení celé Severní armády. Rakouští pěšáci krytí silnou palbou dělostřelecké zálohy a jezdectvem se, byť s řadou obtíží po 16. hodině přece jen pomalu začali stahovat z bojiště za řeku Labe. Benedekovi se přes všechny omyly podařilo zdecimovanou armádu alespoň odpoutat od nepřítele a zachránit její podstatnou část pro další operace. Ustoupili rovněž spojenečtí Sasové. Draze za to však zaplatili především rakouští dělostřelci, kteří kryli ústup pěchoty, často i za cenu vlastního sebeobětování. Výsledek bitvy u Hradce Králové (také nazývané u Sadové) byl naprosto strašlivý: Prusové odepsali ze stavu 9 172 mužů, Rakušané a Sasové celkem 44 313! Jde o souhrnná čísla mrtvých, raněných, pohřešovaných a zajatých. Mimo to ztratily obě strany asi 11 000 koní. Sama vítězná pruská armáda neměla po bitvě dostatek sil na účinné pronásledování protivníka a význam vítězství si pruská generalita v čele s králem Vilémem, který se bitvy rovněž zúčastnil, uvědomila až v následujících dnech. Bojovalo se také u Jičína, Podůlší a v okolním kraji.[zdroj?]

### Závěrečná fáze války na severním bojišti
Rakušané a Sasové se po prohrané bitvě přesouvali jednak směrem k Vídni, kterou zamýšleli ochránit před pruským útokem, jednak opět k Olomouci, o niž chtěli opřít své postavení. Trauma z porážky u Hradce Králové však začalo nahlodávat bojeschopnost rakouské armády. Nadále sice docházelo k drobným potyčkám i větším bojům s postupujícím nepřítelem (Tovačov, Dub nad Moravou atd.), ale na výsledku války už to mnoho nezměnilo. K poslední větší bitvě došlo 22. července 1866 nedaleko Bratislavy u Lamače. Tuto bitvu již přerušilo sjednané příměří, které přivítaly obě strany. Prusové, jejichž hlavní stan se nacházel již v Mikulově, byli neustálými přesuny velmi vyčerpáni a příliš se jim nezamlouvala ani myšlenka na dobývání Vídně. Rakušané na tom byli ještě o něco hůř. Navíc se měl velmi brzy objevit nový zákeřný nepřítel, jenž nemilosrdně kosil pruské vojáky i civilní obyvatelstvo okupovaných území – cholera, následně vypuklá epidemie tzv. pruské cholery, zavlečené do českých zemí pruskou armádou, si zde vyžádala desetitisíce obětí. A především: Bismarckovy dalekosáhlé politické plány počítaly s porážkou Rakouska, nikoliv s jeho potupou.[zdroj?]
Za těchto okolností se mikulovská jednání o příměří brzy přehoupla v dohodu o konečné mírové smlouvě uzavřenou v Praze (Pražský mír). Večer 23. srpna 1866 byl podepsán závěrečný protokol garantující s výjimkou Benátska územní celistvost Rakouska, které zároveň vystoupilo ze stávajícího Německého spolku a vzdalo se svých práv v Holštýnsku. Kromě toho mělo Prusku zaplatit i válečnou náhradu 40 milionů zlatých, značně však poníženou díky rakouským pohledávkám v opouštěném Holštýnsku a kompenzacím za pruské rekvizice na okupovaném území. Sasko si zachovalo územní celistvost, ovšem mělo se stát členem nového Severoněmeckého spolku v čele s Pruskem.[zdroj?]

### Třetí italská válka za nezávislost

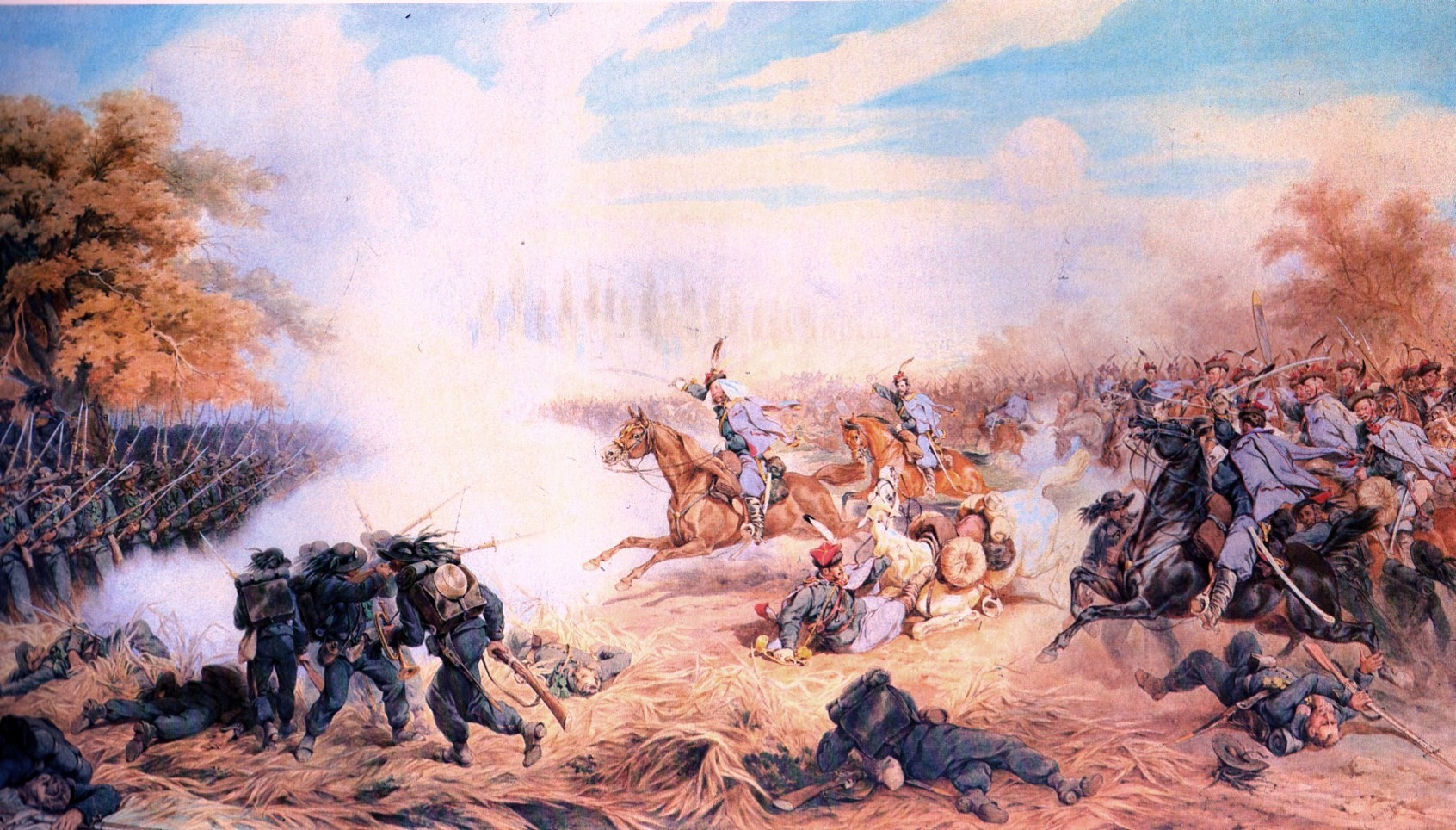
Rakouští huláni z Haliče útočí na italskou pěchotu u Custozy

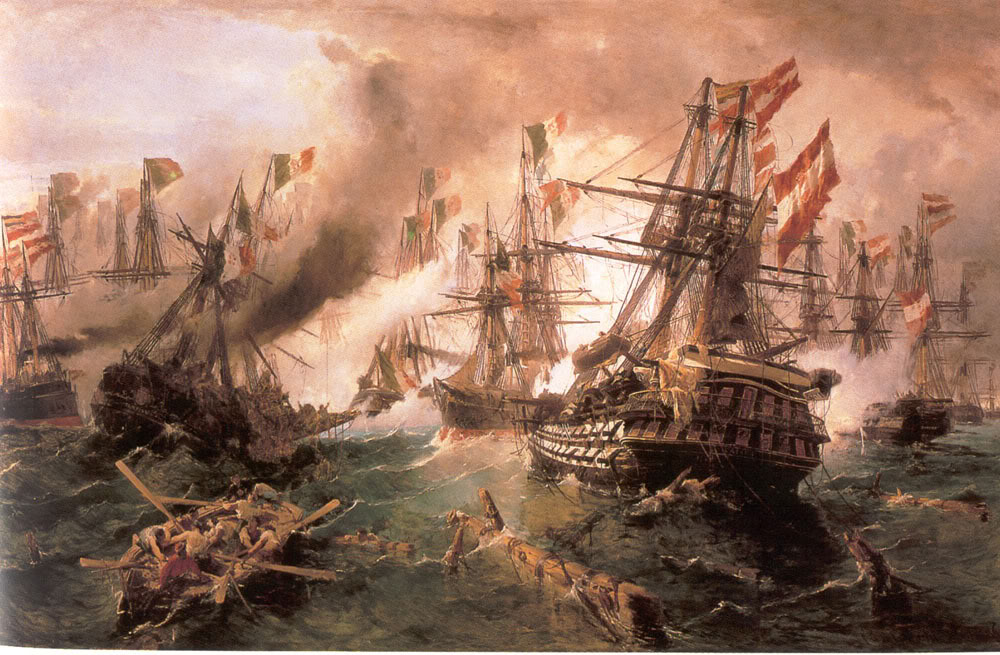
Námořní bitva u Visu

Druhým bojištěm války 1866 se stala Itálie, kde se bojové operace nazývají třetí italská válka za nezávislost. Italové překročili hraniční řeku Mincio ráno 23. června a vyrazili směrem k Veroně. Velitel početně slabší rakouské Jižní armády, arcivévoda Albrecht Bedřich, spolu se svým náčelníkem štábu generálem von John, následně rozhodl, že neustoupí, nýbrž na postupujícího nepřítele zaútočí. O den později, 24. června, tedy v kopcovité krajině nedaleko Gardského jezera došlo k bitvě, která vešla ve známost jako bitva u Custozy. (Byla to už druhá bitva toho jména, poprvé zde zvítězil v roce 1848 maršál Radecký nad sardinským králem.) Italská armáda vedená králem Viktorem Emanuelem II. a generálem La Marmorou zde byla poražena. Arcivévoda však ustupující italskou armádu prozíravě nepronásledoval. Jednak jeho jednotky utrpěly velké ztráty, a navíc bylo třeba myslet na budoucnost. Benátsko mělo být tak či tak z rozhodnutí panovníka odevzdáno a cíle zastrašit Italy a ukázat jim svou sílu, bylo dosaženo. Armáda se ostatně brzy měla začít přesouvat na sever, kde se schylovalo ke královéhradecké katastrofě.[zdroj?]
Italové se pokusili zlepšit svou pozici na očekávaných mírových jednáních alespoň útokem na válčišti, kde byly jejich šance na úspěch mnohem větší – na moři. Výsledkem byla bitva o ostrov Vis (Lissa) svedená 18.-20. července 1866. Italská flotila doprovázená armádními invazními jednotkami se při ní pokusila obsadit strategicky enormně významný ostrov Vis, neuspěla však a 20. července 1866 na místo dorazila rakouská flotila kontradmirála Tegetthoffa. Následovala druhá největší námořní bitva 19. století (po bitvě u Trafalgaru) a první větší bitva pancéřovaných parolodí. Slabší Rakušané díky neortodoxní Tegetthoffově taktice a neschopnosti italského admirála Persana nečekaně zvítězili. Italové ztratili dvě moderní obrněné parolodi i pracně budovanou pověst námořní mocnosti a jejich námořnictvo se už po zbytek války nezmohlo na žádnou větší akci.[zdroj?]
Příměří bylo na jižním bojišti podepsáno 12. srpna 1866 v Cormóns a vzápětí začalo Rakousko vyklízet Benátsko, které se mělo stát součástí Italského království. Konflikt s Itálií, která se brzy v rámci Trojspolku měla stát dokonce rakouským spojencem však definitivně vyřešen nebyl. To se mělo ukázat již za necelých padesát let v roce 1915.[zdroj?]

## Důsledky prusko-rakouské války

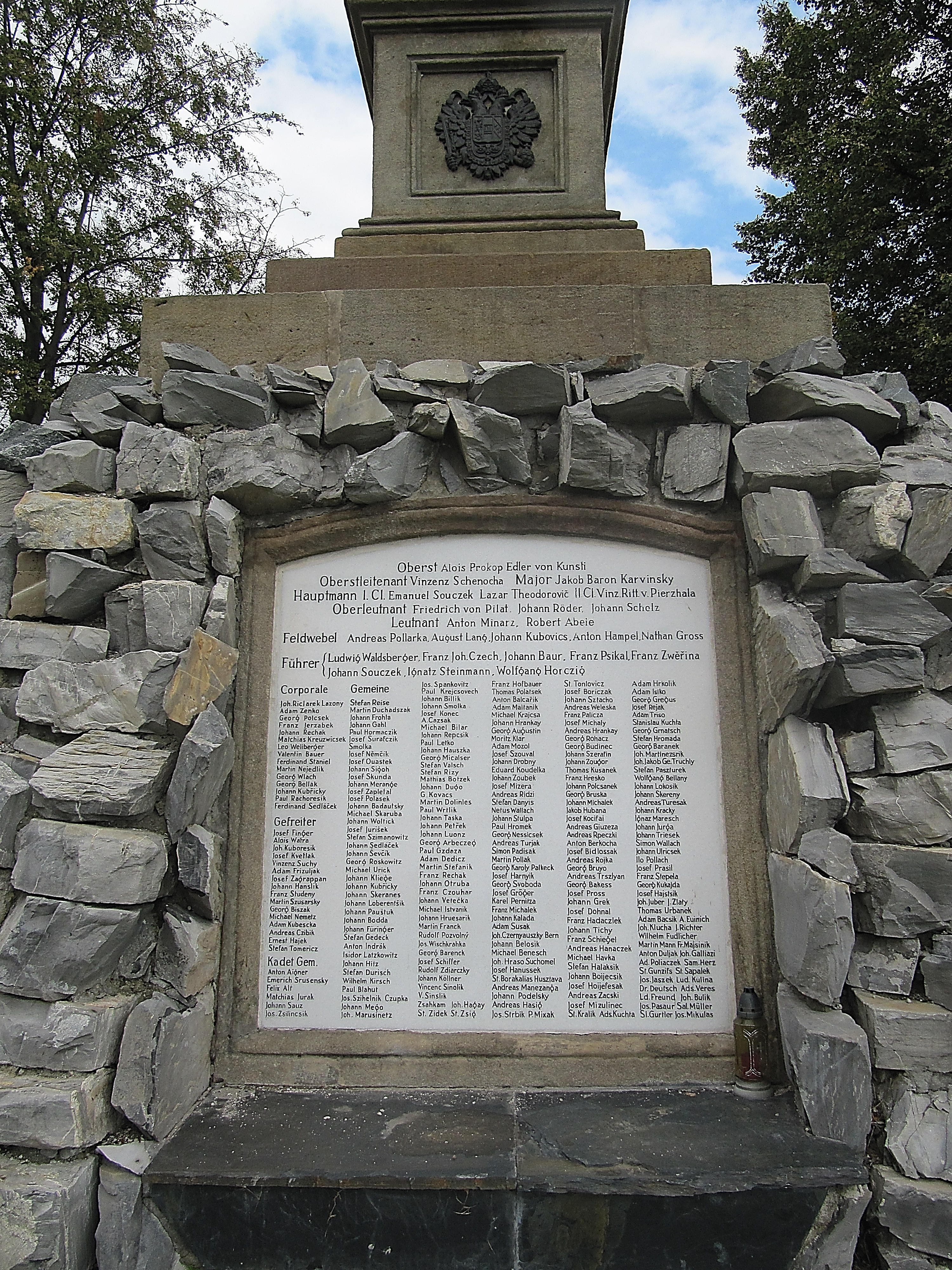
Památník bitvy u Tovačova se jmény 288 padlých rakouských vojáků

Prusko se díky vítězství nad Rakouskem stalo hegemonem v Severoněmeckém spolku, který byl však jen dočasným předstupněm ke vzniku sjednoceného Německa. V roce 1871 po vítězné válce s Francií se pruský král stal zároveň i německým císařem.[zdroj?]
Válečný konflikt slábnoucího Rakouska, které již nestačilo na svou dlouholetou roli evropské velmoci, s ambiciózním a dynamicky se rozvíjejícím hohenzollernským Pruskem a s nedávno vytvořeným italským královstvím je dnes poněkud neprávem zapomenutý. Přitom se jednalo o důležitý mezník jak v historii habsburské monarchie a českých zemí, tak i v dějinách vojenství. Jedním z hlavních vnitrostátních důsledků prohrané války se, krom ztráty některých území, totiž stal vznik Rakouska-Uherska v roce 1867. Úspěšně se tím završila (dlužno dodat, že především na úkor slovanských národů) snaha politické reprezentace Uher o dualistické uspořádání monarchie, jejíž kořeny musíme hledat dokonce již o sto let dříve v době vlády Marie Terezie.[zdroj?]
Z hlediska evropských dějin se jako mnohem významnější jeví zase ten fakt, že strašlivá kanonáda na Chlumu u Hradce Králové zároveň symbolicky ohlašovala, že příštích bezmála osmdesát let se na starém kontinentě opět povede tvrdý boj o rozdělení mocenského vlivu, který tentokrát bude iniciovat právě se rodící sjednocené Německo. Tento boj nakonec přivede téměř všechny evropské národy ve 20. století do zákopů dvou nejkrvavějších válek novodobých dějin.[zdroj?]
V této válce již o vítězství nerozhodovaly jen početní stavy armád, nýbrž i technická převaha moderních zbraní a kvalita fungování rozsáhlých velitelských štábů té či oné strany. Výraznou roli tu sehrály nové vynálezy jako železnice či telegraf a také cílená politická propaganda. Vůbec poprvé začal během bojů v našich zemích aktivně působit např. Červený kříž. „Blesková“ prusko – rakouská válka v roce 1866 se zkrátka stala první válkou „moderní“ doby se všemi důsledky, které to s sebou přináší.[zdroj?]
Co se do počtu zúčastněných vojsk a výsledných ztrát týče, jde o největší generální bitvou, která kdy byla na českém území svedena a východočeskou krajinu, v níž se odehrála, do určité míry poznamenává dodnes.[zdroj?]

### Epidemie tzv. pruské cholery
Bezprostředně po válce vypukla epidemie tzv. pruské cholery, zavlečená do českých zemí pruskou armádou, která si v letech 1866 a 1867 vyžádala desetitisíce obětí, především z řad civilního obyvatelstva.